# Wormaldia gardensis
Wormaldia gardensis là một loài Trichoptera trong họ Philopotamidae. Chúng phân bố ở miền Cổ bắc.